# Menander (generaal)
Menander (Grieks: Μένανδρος) was een officier van Alexander de Grote. Hij was een van de hetairoi, maar hij had de leiding over een groep huurlingen. Hij werd door Alexander aangesteld als gouverneur van Lydië tijdens de organisatie van zijn rijk toen Alexander in Tyrus was. Menander bleef op die post tot 323 voor Christus, toen hij in opdracht van Alexander een groep huurlingen naar Babylon moest leiden. Hij kwam net aan voor Alexander voor de laatste keer ziek werd. Na de dood van Alexander, tijdens het verdelen van de provincies, kreeg Menander opnieuw Lydië, waarvan hij snel bezit nam.
Hij lijkt zich al snel te hebben aangesloten bij Antigonos en was de eerste die Antigonos informatie gaf over de ambitieuze bedoelingen van Perdikkas door met Cleopatra te willen trouwen. In de nieuwe verdeling van de provincies in Triparadisus (321 v.Chr.) verloor hij Lydië, dat aan Clitus werd gegeven. Maar dit was waarschijnlijk enkel om loyaal te blijven aan Antigonos, want hij leidde een deel van Antigonos' leger in zijn eerste veldtocht tegen Eumenes (320 v.Chr.). Het volgende jaar hoorde Menander over Eumenes' ontsnapping uit Nora, en marcheerde daarna met een leger naar Cappadocië om hem aan te vallen, waardoor hij hem dwong om zich terug te trekken naar Cilicië. Hierna verschijnt Menander niet meer in de notulen.